# Wallroth (Schlüchtern)
Wallroth ist ein Stadtteil von Schlüchtern  im osthessischen Main-Kinzig-Kreis.

## Geografie
Wallroth liegt auf einer Höhe von 396 m über NN etwa 5,5 km nordwestlich des Stadtzentrums von Schlüchtern, im Nordosten des Main-Kinzig-Kreises an der Grenze zum Landkreis Fulda auf dem Landrücken, dem verbindenden Höhenzug zwischen Rhön und Vogelsberg.
Wallroth grenzt im Norden an den Ort Stork, im Nordosten an den Ort Höf und Haid, im Osten an den Ort Klosterhöfe, im Südosten an Schlüchtern, im Süden an den Ort Breitenbach, im Südwesten an den Ort Kressenbach und im Nordwesten an den Ort Hintersteinau.
Wallroth hat die Ortsteile Oberdorf, Unterdorf und Mühldorf mit der Möllersch-Mühle. Weitere Siedlungsplätze innerhalb der Gemarkung waren die Annekätchensmühle und die Hermesmühle.

## Geschichte

### Mittelalter
Die älteste erhaltene Erwähnung von Wallroth stammt aus dem Jahr 1167 als „Wesilhilderode“. Nach einem Vermerk im Schlüchterner Repertorium ist Wesselrode eine wüstgefallene Vorgängersiedlung, an deren Stelle dann Wallroth entstand. Weitere Erwähnungen erfolgten unter den Ortsnamen (in Klammern das Jahr der Erwähnung): Weselrode und Weseldrode (1303), Weselderode (1331), Weselnrode (1387) und Walrode (1481).
Das Dorf gehörte zum Kloster Schlüchtern und damit im Spätmittelalter zum Einflussbereich der Herrschaft Hanau (ab 1429: Grafschaft Hanau). Das Kloster Schlüchtern begab sich 1457 endgültig in deren Schutzherrschaft (ab 1458: Grafschaft Hanau-Münzenberg). Dort war Wallroth dem Amt Schlüchtern zugeordnet.
1481 wurde erstmals die Kirche von Wallroth erwähnt, die unter dem Patrozinium des Heiligen Antonius stand. Sie gehörte zur Pfarrei Hintersteinau.

### Frühe Neuzeit
Die Grafschaft Hanau-Münzenberg schloss sich in der Reformation zunächst der lutherischen Konfession an, ab 1597 war sie reformiert. 1719 erhielt die Kirchengemeinde von Wallroth eine selbständige Pfarrei, die zum Dekanat Schlüchtern zählt und Filialen in Breitenbach und Kressenbach hat.
Mit dem Tod des letzten Hanauer Grafen, Johann Reinhard III., fiel Wallroth 1736 mit der ganzen Grafschaft Hanau-Münzenberg an die Landgrafschaft Hessen-Kassel, aus der 1803 das Kurfürstentum Hessen wurde.

### Neuzeit
Während der napoleonischen Zeit stand Wallroth ab 1806 unter französischer Militärverwaltung, gehörte 1807–1810 zum Fürstentum Hanau und dann von 1810 bis 1813 zum Großherzogtum Frankfurt, Departement Hanau. Anschließend fiel es wieder an das Kurfürstentum Hessen zurück. Nach der Verwaltungsreform des Kurfürstentums Hessen von 1821, im Rahmen derer Kurhessen in vier Provinzen und 22 Kreise eingeteilt wurde, gehörte Wallroth zum Landkreis Schlüchtern. 1866 wurde das Kurfürstentum nach dem Preußisch-Österreichischen Krieg von Preußen annektiert und ist nach dem Zweiten Weltkrieg Bestandteil des Bundeslandes Hessen geworden. Wallroth wechselte entsprechend die Verwaltungen, denen es zugehörte.
Hessische Gebietsreform (1970–1977)
Zum 31. Dezember 1971 wurde die bis dahin selbständige Gemeinde Wallroth im Zuge der Gebietsreform in Hessen auf freiwilliger Basis in die Stadt Schlüchtern eingemeindet. Für Wallroth wurde, wie für die anderen eingemeindeten ehemals eigenständigen Gemeinden von Schlüchter, ein Ortsbezirk eingerichtet. Ebenfalls mit der Hessischen Gebietsreform wurde der Landkreis Schlüchtern 1974 aufgelöst und Wallroth liegt seit dem im Main-Kinzig-Kreis.

### Verwaltungsgeschichte im Überblick
Die folgende Liste zeigt die Staaten und Verwaltungseinheiten, denen Wallroth angehört(e):
- vor 1458: Heiliges Römisches Reich, Grafschaft Hanau
- ab 1458: Heiliges Römisches Reich, Grafschaft Hanau-Münzenberg, Amt Schlüchtern
- ab 1642: Heiliges Römisches Reich, Grafschaft Hanau-Lichtenberg, Amt Schlüchtern
- ab 1736: Heiliges Römisches Reich, Landgrafschaft Hessen-Kassel, Amt Schlüchtern
- ab 1803: Heiliges Römisches Reich, Landgrafschaft Hessen-Kassel, Fürstentum Hanau,[Anm. 2] Amt Schlüchtern
- 1806–1810: Kaiserreich Frankreich,[Anm. 3] Fürstentum Hanau, Amt Schlüchtern (Militärverwaltung)
- 1810–1813: Großherzogtum Frankfurt, Departement Hanau, Distrikt Steinau
- ab 1816: Kurfürstentum Hessen,[Anm. 4] Fürstentum Hanau, Amt Schlüchtern[7]
- ab 1821/22: Kurfürstentum Hessen, Provinz Hanau, Kreis Schlüchtern[8][Anm. 5]
- ab 1848: Kurfürstentum Hessen, Bezirk Hanau
- ab 1851: Kurfürstentum Hessen, Provinz Hanau, Kreis Schlüchtern
- ab 1867: Königreich Preußen,[Anm. 6] Provinz Hessen-Nassau, Regierungsbezirk Kassel, Kreis Schlüchtern
- ab 1871: Deutsches Reich, Königreich Preußen, Provinz Hessen-Nassau, Regierungsbezirk Kassel, Kreis Schlüchtern
- ab 1918: Deutsches Reich (Weimarer Republik), Freistaat Preußen, Provinz Hessen-Nassau, Regierungsbezirk Kassel, Kreis Schlüchtern
- ab 1944: Deutsches Reich, Freistaat Preußen, Provinz Nassau, Landkreis Schlüchtern
- ab 1945: Amerikanische Besatzungszone,[Anm. 7] Groß-Hessen, Regierungsbezirk Wiesbaden, Landkreis Schlüchtern
- ab 1946: Amerikanische Besatzungszone, Hessen, Regierungsbezirk Wiesbaden, Landkreis Schlüchtern
- ab 1949: Bundesrepublik Deutschland, Hessen, Regierungsbezirk Wiesbaden, Landkreis Schlüchtern
- ab 1968: Bundesrepublik Deutschland, Hessen, Regierungsbezirk Darmstadt, Landkreis Schlüchtern
- ab 1972: Bundesrepublik Deutschland, Hessen, Regierungsbezirk Darmstadt, Landkreis Schlüchtern, Stadt Schlüchtern
- ab 1974: Bundesrepublik Deutschland, Hessen, Regierungsbezirk Darmstadt, Main-Kinzig-Kreis, Stadt Schlüchtern

## Bevölkerung

### Einwohnerstruktur 2011
Nach den Erhebungen des Zensus 2011 lebten am Stichtag, dem 9. Mai 2011, in Wallroth 990 Einwohner. Darunter waren 33 (3,3 %) Ausländer.
Nach dem Lebensalter waren 186 Einwohner unter 18 Jahren, 405 zwischen 18 und 49, 216 zwischen 50 und 64 und 186 Einwohner waren älter.
Die Einwohner lebten in 393 Haushalten. Davon waren 84 Singlehaushalte, 138 Paare ohne Kinder und 132 Paare mit Kindern, sowie 33 Alleinerziehende und 9 Wohngemeinschaften. In 69 Haushalten lebten ausschließlich Senioren und in 261 Haushaltungen lebten keine Senioren.

### Einwohnerentwicklung
Quelle: Historisches Ortslexikon
| • 1538: | 32 Steuernde                      |
| • 1587: | 34 Schützen, 7 Spießer            |
| • 1633: | 58 Haushaltungen und 2 Gefreite   |
| • 1753: | 68 Haushaltungen mit 365 Personen |
| • 1812: | 72 Feuerstellen, 561 Seelen       |

| Wallroth: Einwohnerzahlen von 1753 bis 2020 | Wallroth: Einwohnerzahlen von 1753 bis 2020 | Wallroth: Einwohnerzahlen von 1753 bis 2020 | Wallroth: Einwohnerzahlen von 1753 bis 2020 | Wallroth: Einwohnerzahlen von 1753 bis 2020 |
| --- | ------------------------------------------- | ------------------------------------------- | ------------------------------------------- | ------------------------------------------- |
| Jahr |                                             |                                             |                                             | Einwohner                                   |
| 1753 | 1753                                        |                                             | 365                                         | 365                                         |
| 1800 | 1800                                        |                                             | ?                                           | ?                                           |
| 1812 | 1812                                        |                                             | 561                                         | 561                                         |
| 1834 | 1834                                        |                                             | 622                                         | 622                                         |
| 1840 | 1840                                        |                                             | 608                                         | 608                                         |
| 1846 | 1846                                        |                                             | 644                                         | 644                                         |
| 1852 | 1852                                        |                                             | 648                                         | 648                                         |
| 1858 | 1858                                        |                                             | 619                                         | 619                                         |
| 1864 | 1864                                        |                                             | 616                                         | 616                                         |
| 1871 | 1871                                        |                                             | 593                                         | 593                                         |
| 1875 | 1875                                        |                                             | 570                                         | 570                                         |
| 1885 | 1885                                        |                                             | 551                                         | 551                                         |
| 1895 | 1895                                        |                                             | 535                                         | 535                                         |
| 1905 | 1905                                        |                                             | 568                                         | 568                                         |
| 1910 | 1910                                        |                                             | 632                                         | 632                                         |
| 1925 | 1925                                        |                                             | 631                                         | 631                                         |
| 1939 | 1939                                        |                                             | 615                                         | 615                                         |
| 1946 | 1946                                        |                                             | 869                                         | 869                                         |
| 1950 | 1950                                        |                                             | 856                                         | 856                                         |
| 1956 | 1956                                        |                                             | 768                                         | 768                                         |
| 1961 | 1961                                        |                                             | 775                                         | 775                                         |
| 1967 | 1967                                        |                                             | 808                                         | 808                                         |
| 1970 | 1970                                        |                                             | 825                                         | 825                                         |
| 1980 | 1980                                        |                                             | ?                                           | ?                                           |
| 1990 | 1990                                        |                                             | ?                                           | ?                                           |
| 2000 | 2000                                        |                                             | ?                                           | ?                                           |
| 2005 | 2005                                        |                                             | 1.015                                       | 1.015                                       |
| 2010 | 2010                                        |                                             | 985                                         | 985                                         |
| 2011 | 2011                                        |                                             | 990                                         | 990                                         |
| 2015 | 2015                                        |                                             | 958                                         | 958                                         |
| 2020 | 2020                                        |                                             | 1.011                                       | 1.011                                       |
| Datenquelle: Historisches Gemeindeverzeichnis für Hessen: Die Bevölkerung der Gemeinden 1834 bis 1967. Wiesbaden: Hessisches Statistisches Landesamt, 1968. Weitere Quellen: LAGIS; 2005; 2010; 2015; 2020; Zensus 2011 |                                             |                                             |                                             |                                             |

### Religionszugehörigkeit
| • 1885: | 550 evangelische (= 99,82 %), ein katholischer (= 0,18 %) Einwohner |
| • 1961: | 702 evangelische (= 90,58 %), 73 katholische (= 9,42 %) Einwohner   |

## Politik
Für Wallroth besteht ein Ortsbezirk (Gebiete der ehemaligen Gemeinde Wallroth) mit Ortsbeirat und Ortsvorsteher nach der Hessischen Gemeindeordnung.
Der Ortsbeirat besteht aus sieben Mitgliedern. Bei den Kommunalwahlen in Hessen 2021 betrug die Wahlbeteiligung zum Ortsbeirat 54,55 %. Alle Kandidaten gehören der „Bürgerliste Wallroth“ an. Der Ortsbeirat wählte Maik Basermann zum Ortsvorsteher.

## Musik
- „Wallroth: Die 850 jährige Reise“ Der Componist – Borys Staaf[16]

## Bildung
In Wallroth gibt es einen evangelischen Kindergarten und eine Grundschule, die Landrückenschule.